# CD5L
Chất giống kháng nguyên CD5 (tiếng Anh: CD5 antigen-like) là protein ở người được mã hóa bởi gen CD5L.